# Wereldbeker alpineskiën 2024/2025
Het FIS wereldbeker alpineskiën seizoen 2024/2025 was het 59e seizoen sinds het seizoen 1966/1967. De reeks wedstrijden werd op zaterdag 26 oktober 2024 geopend met de traditionele reuzenslalom voor vrouwen in het Oostenrijkse ski-oord Sölden in Tirol. Het seizoen eindigde op donderdag 27 maart 2025 met een slalom voor zowel de mannen als de vrouwen in het Amerikaanse Sun Valley (Idaho).

## Resultaten

### Mannen
Het seizoen bij de mannen werd gedomineerd door opnieuw de Zwitser Marco Odermatt, die zowel goud won in het algemene klassement, als in het aparte wereldbekerklassement per onderdeel op de afdaling, reuzenslalom en Super G. Dit is een herhaling van vorig jaar. In het seizoen daarvoor haalde hij drie maal goud en brons op de afdaling.
De Zwitserse ploeg won de landenwedstrijd. Odermatt, Loïc Meillard, Franjo von Allmen, Alexis Monney en Stefan Rogentin vielen in de medailles van de eindklassementen. Odermatt (8), Meillard en Von Allmen (3), Monney, Thomas Tumler en Justin Murisier (1) wonnen allemaal minstens een wereldwedstrijd.
De Oostenrijkse ploeg werd tweede in de landenwedstrijd, maar presteerde beneden verwachting. Weliswaar won Vincent Kriechmayr brons op de Super G, maar geen enkele Oostenrijkse man stond in de top tien van het eindklassement. Voor het eerst sinds 1967, ofwel het bestaan van de wereldbeker, haalde geen enkele Oostenrijkse man een podium op de afdaling. Noorwegen, met slalomklassement winnaar Henrik Kristoffersen, werd derde.

### Vrouwen
Bij de vrouwen domineerde de Italiaanse Federica Brignone. Ze won niet alleen de algemene beker, maar ook de afdaling en reuzenslalom. Op de Super G werd ze tweede achter de Zwitserse Lara Gut-Behrami. Gut-Behrami won daarmee de Super G voor de derde keer op rij en zesde keer in totaal. Op de slalom won de twintigjarige Kroatische Zrinka Ljutić haar eerste wereldbeker.

## Mannen

### Kalender
| Datum | Plaats                 | Onderdeel    | Eerste                                                        | Tweede                                                        | Derde                                                         |
| --- | ---------------------- | ------------ | ------------------------------------------------------------- | ------------------------------------------------------------- | ------------------------------------------------------------- |
| 27/10/2024 | Sölden                 | Reuzenslalom | Alexander Steen Olsen                                         | Henrik Kristoffersen                                          | Atle Lie McGrath                                              |
| 17/11/2024 | Levi                   | Slalom       | Clément Noël                                                  | Henrik Kristoffersen                                          | Loïc Meillard                                                 |
| 24/11/2024 | Gurgl                  | Slalom       | Clément Noël                                                  | Kristoffer Jakobsen                                           | Atle Lie McGrath                                              |
| 06/12/2024 | Beaver Creek           | Afdaling     | Justin Murisier                                               | Marco Odermatt                                                | Miha Hrobat                                                   |
| 07/12/2024 | Beaver Creek           | Super G      | Marco Odermatt                                                | Cyprien Sarrazin                                              | Lukas Feurstein                                               |
| 08/12/2024 | Beaver Creek           | Reuzenslalom | Thomas Tumler                                                 | Lucas Braathen                                                | Žan Kranjec                                                   |
| 14/12/2024 | Val d'Isere            | Reuzenslalom | Marco Odermatt                                                | Patrick Feurstein                                             | Stefan Brennsteiner                                           |
| 15/12/2024 | Val d'Isere            | Slalom       | Henrik Kristoffersen                                          | Atle Lie McGrath                                              | Loïc Meillard                                                 |
| 20/12/2024 | Val Gardena            | Super G      | Mattia Casse                                                  | Jared Goldberg                                                | Marco Odermatt                                                |
| 21/12/2024 | Val Gardena            | Afdaling     | Marco Odermatt                                                | Franjo von Allmen                                             | Ryan Cochran-Siegle                                           |
| 22/12/2024 | Alta Badia             | Reuzenslalom | Marco Odermatt                                                | Léo Anguenot                                                  | Alexander Steen Olsen                                         |
| 23/12/2024 | Alta Badia             | Slalom       | Timon Haugan                                                  | Loïc Meillard                                                 | Atle Lie McGrath                                              |
| 28/12/2024 | Bormio                 | Afdaling     | Alexis Monney                                                 | Franjo von Allmen                                             | Cameron Alexander                                             |
| 29/12/2024 | Bormio                 | Super G      | Fredrik Møller                                                | Vincent Kriechmayr                                            | Alexis Monney                                                 |
| 08/01/2025 | Madonna di Campiglio   | Slalom       | Albert Popov                                                  | Loïc Meillard                                                 | Samuel Kolega                                                 |
| 11/01/2025 | Adelboden              | Slalom       | Clément Noël                                                  | Lucas Braathen                                                | Henrik Kristoffersen                                          |
| 12/01/2025 | Adelboden              | Reuzenslalom | Marco Odermatt                                                | Loïc Meillard                                                 | Luca De Aliprandini                                           |
| 17/01/2025 | Wengen                 | Super G      | Franjo von Allmen                                             | Vincent Kriechmayr                                            | Stefan Rogentin                                               |
| 18/01/2025 | Wengen                 | Afdaling     | Marco Odermatt                                                | Franjo von Allmen                                             | Miha Hrobat                                                   |
| 19/01/2025 | Wengen                 | Slalom       | Atle Lie McGrath                                              | Timon Haugan                                                  | Henrik Kristoffersen                                          |
| 24/01/2025 | Kitzbühel              | Super G      | Marco Odermatt                                                | Raphael Haaser                                                | Stefan Rogentin                                               |
| 25/01/2025 | Kitzbühel              | Afdaling     | James Crawford                                                | Alexis Monney                                                 | Cameron Alexander                                             |
| 26/01/2025 | Kitzbühel              | Slalom       | Clément Noël                                                  | Alex Vinatzer                                                 | Lucas Braathen                                                |
| 28/01/2025 | Schladming             | Reuzenslalom | Alexander Steen Olsen                                         | Henrik Kristoffersen                                          | Marco Odermatt                                                |
| 29/01/2025 | Schladming             | Slalom       | Timon Haugan                                                  | Manuel Feller                                                 | Fabio Gstrein                                                 |
| 02/02/2025 | Garmisch-Partenkirchen | Afdaling     | Afgelast wegens dichte mist Ingehaald op 7 maart in Kvitfjell | Afgelast wegens dichte mist Ingehaald op 7 maart in Kvitfjell | Afgelast wegens dichte mist Ingehaald op 7 maart in Kvitfjell |
| 4 tot en met 16 februari 2025: Wereldkampioenschappen alpineskiën 2025 in Saalbach-Hinterglemm (telt niet mee voor wereldbeker) |                        |              |                                                               |                                                               |                                                               |
| 22/02/2025 | Crans-Montana          | Afdaling     | Franjo von Allmen                                             | Marco Odermatt                                                | Alexis Monney                                                 |
| 23/02/2025 | Crans-Montana          | Super G      | Marco Odermatt                                                | Alexis Monney                                                 | Dominik Paris                                                 |
| 01/03/2025 | Kranjska Gora          | Reuzenslalom | Henrik Kristoffersen                                          | Lucas Braathen                                                | Marco Odermatt                                                |
| 02/03/2025 | Kranjska Gora          | Slalom       | Henrik Kristoffersen                                          | Timon Haugan                                                  | Manuel Feller                                                 |
| 07/03/2025 | Kvitfjell              | Afdaling     | Dominik Paris                                                 | Marco Odermatt                                                | Stefan Rogentin                                               |
| 08/03/2025 | Kvitfjell              | Afdaling     | Franjo von Allmen                                             | Marco Odermatt                                                | Stefan Rogentin                                               |
| 09/03/2025 | Kvitfjell              | Super G      | Dominik Paris                                                 | James Crawford                                                | Miha Hrobat                                                   |
| 15/03/2025 | Hafjell                | Reuzenslalom | Loïc Meillard                                                 | Marco Odermatt                                                | Thomas Tumler                                                 |
| 16/03/2025 | Hafjell                | Slalom       | Loïc Meillard                                                 | Atle Lie McGrath                                              | Lucas Braathen                                                |
| 22/03/2025 | Sun Valley             | Afdaling     | Afgelast                                                      | Afgelast                                                      | Afgelast                                                      |
| 23/03/2025 | Sun Valley             | Super G      | Lukas Feurstein                                               | Raphael Haaser                                                | Franjo von Allmen                                             |
| 26/03/2025 | Sun Valley             | Reuzenslalom | Loïc Meillard                                                 | Marco Odermatt                                                | Henrik Kristoffersen                                          |
| 27/03/2025 | Sun Valley             | Slalom       | Timon Haugan                                                  | Clément Noël                                                  | Fabio Gstrein                                                 |

### Eindstanden
| Algemeen klassement | Algemeen klassement  | Algemeen klassement | Algemeen klassement | Algemeen klassement | Algemeen klassement   | Algemeen klassement | Algemeen klassement | Algemeen klassement | Algemeen klassement      | Algemeen klassement | Algemeen klassement |
| #                   | Naam                 | Land                | Punten              | #                   | Naam                  | Land                | Punten              | #                   | Naam                     | Land                | Punten              |
| ------------------- | -------------------- | ------------------- | ------------------- | ------------------- | --------------------- | ------------------- | ------------------- | ------------------- | ------------------------ | ------------------- | ------------------- |
| 1                   | Marco Odermatt       | SUI                 | 1.721               | 11                  | Dominik Paris         | ITA                 | 524                 | 21                  | Manuel Feller            | AUT                 | 339                 |
| 2                   | Henrik Kristoffersen | NOR                 | 1.116               | 12                  | Vincent Kriechmayr    | SUI                 | 495                 | 22                  | Cameron Alexander        | CAN                 | 338                 |
| 3                   | Loïc Meillard        | SUI                 | 1.076               | 13                  | James Crawford        | CAN                 | 468                 | 23                  | Tanguy Nef               | SUI                 | 327                 |
| 4                   | Franjo von Allmen    | SUI                 | 836                 | 14                  | Alexander Steen Olsen | NOR                 | 443                 | 24                  | Raphael Haaser           | AUT                 | 325                 |
| 5                   | Timon Haugan         | NOR                 | 821                 | 15                  | Miha Hrobat           | SLO                 | 440                 | 25                  | Linus Strasser           | GER                 | 314                 |
| 6                   | Lucas Braathen       | BRA                 | 714                 | 16                  | Filip Zubčić          | CRO                 | 416                 | 26                  | Thomas Tumler            | SUI                 | 298                 |
| 7                   | Atle Lie McGrath     | NOR                 | 668                 | 17                  | Justin Murisier       | SUI                 | 399                 | 26                  | Fredrik Møller           | NOR                 | 298                 |
| 8                   | Clément Noël         | FRA                 | 606                 | 18                  | Mattia Casse          | ITA                 | 382                 | 28                  | Ryan Cochran-Siegle      | USA                 | 296                 |
| 9                   | Alexis Monney        | SUI                 | 567                 | 19                  | Nils Allègre          | FRA                 | 369                 | 29                  | Adrian Smiseth Sejersted | NOR                 | 288                 |
| 10                  | Stefan Rogentin      | SUI                 | 555                 | 20                  | Fabio Gstrein         | AUT                 | 359                 | 30                  | Stefan Brennsteiner      | AUT                 | 284                 |

| Afdaling | Afdaling          | Afdaling    | Afdaling |
| #        | Naam              | Land        | Punten   |
| -------- | ----------------- | ----------- | -------- |
| 1        | Marco Odermatt    | Zwitserland | 605      |
| 2        | Franjo von Allmen | Zwitserland | 522      |
| 3        | Alexis Monney     | Zwitserland | 327      |
| 4        | Miha Hrobat       | Slovenië    | 320      |
| 5        | James Crawford    | Canada      | 270      |
| 6        | Dominik Paris     | Italië      | 262      |
| 7        | Justin Murisier   | Zwitserland | 257      |
| 8        | Stefan Rogentin   | Zwitserland | 234      |
| 9        | Cameron Alexander | Canada      | 194      |
| 10       | Nils Allègre      | Frankrijk   | 193      |

| Super G | Super G            | Super G     | Super G |
| #       | Naam               | Land        | Punten  |
| ------- | ------------------ | ----------- | ------- |
| 1       | Marco Odermatt     | Zwitserland | 536     |
| 2       | Stefan Rogentin    | Zwitserland | 321     |
| 3       | Vincent Kriechmayr | Oostenrijk  | 317     |
| 4       | Franjo von Allmen  | Zwitserland | 314     |
| 5       | Fredrik Møller     | Noorwegen   | 270     |
| 6       | Dominik Paris      | Italië      | 262     |
| 7       | Mattia Casse       | Italië      | 260     |
| 8       | Alexis Monney      | Zwitserland | 240     |
| 9       | Lukas Feurstein    | Oostenrijk  | 236     |
| 10      | Raphael Haaser     | Oostenrijk  | 225     |

| Reuzenslalom | Reuzenslalom          | Reuzenslalom | Reuzenslalom |
| #            | Naam                  | Land         | Punten       |
| ------------ | --------------------- | ------------ | ------------ |
| 1            | Marco Odermatt        | Zwitserland  | 580          |
| 2            | Henrik Kristoffersen  | Noorwegen    | 454          |
| 3            | Loïc Meillard         | Zwitserland  | 434          |
| 4            | Alexander Steen Olsen | Noorwegen    | 346          |
| 5            | Lucas Braathen        | Brazilië     | 341          |
| 6            | Thomas Tumler         | Zwitserland  | 298          |
| 7            | Stefan Brennsteiner   | Oostenrijk   | 284          |
| 8            | Žan Kranjec           | Slovenië     | 277          |
| 9            | Filip Zubčić          | Kroatië      | 262          |
| 10           | Luca De Aliprandini   | Italië       | 237          |

| Slalom | Slalom               | Slalom      | Slalom |
| #      | Naam                 | Land        | Punten |
| ------ | -------------------- | ----------- | ------ |
| 1      | Henrik Kristoffersen | Noorwegen   | 662    |
| 2      | Loïc Meillard        | Zwitserland | 610    |
| 3      | Timon Haugan         | Noorwegen   | 609    |
| 4      | Clément Noël         | Frankrijk   | 606    |
| 5      | Atle Lie McGrath     | Noorwegen   | 474    |
| 6      | Lucas Braathen       | Brazilië    | 373    |
| 7      | Fabio Gstrein        | Oostenrijk  | 359    |
| 8      | Tanguy Nef           | Zwitserland | 327    |
| 9      | Manuel Feller        | Oostenrijk  | 305    |
| 10     | Linus Strasser       | Duitsland   | 305    |

## Vrouwen

### Kalender
| Datum | Plaats                  | Onderdeel    | Eerste                                                                        | Tweede                                                                        | Derde                                                                         |
| --- | ----------------------- | ------------ | ----------------------------------------------------------------------------- | ----------------------------------------------------------------------------- | ----------------------------------------------------------------------------- |
| 26/10/2024 | Sölden                  | Reuzenslalom | Federica Brignone                                                             | Alice Robinson                                                                | Julia Scheib                                                                  |
| 16/11/2024 | Levi                    | Slalom       | Mikaela Shiffrin                                                              | Katharina Liensberger                                                         | Lena Dürr                                                                     |
| 23/11/2024 | Gurgl                   | Slalom       | Mikaela Shiffrin                                                              | Lara Colturi                                                                  | Camille Rast                                                                  |
| 30/11/2024 | Killington              | Reuzenslalom | Sara Hector                                                                   | Zrinka Ljutić                                                                 | Camille Rast                                                                  |
| 01/12/2024 | Killington              | Slalom       | Camille Rast                                                                  | Anna Swenn-Larsson Wendy Holdener                                             |                                                                               |
| 07/12/2024 | Mont Tremblant          | Reuzenslalom | Afgelast wegens een gebrek aan sneeuw                                         | Afgelast wegens een gebrek aan sneeuw                                         | Afgelast wegens een gebrek aan sneeuw                                         |
| 08/12/2024 | Mont Tremblant          | Reuzenslalom | Afgelast wegens een gebrek aan sneeuw                                         | Afgelast wegens een gebrek aan sneeuw                                         | Afgelast wegens een gebrek aan sneeuw                                         |
| 14/12/2024 | Beaver Creek            | Afdaling     | Cornelia Hütter                                                               | Sofia Goggia                                                                  | Lara Gut-Behrami                                                              |
| 15/12/2024 | Beaver Creek            | Super G      | Sofia Goggia                                                                  | Lara Gut-Behrami                                                              | Ariane Rädler                                                                 |
| 21/12/2024 | Sankt Moritz            | Super G      | Cornelia Hütter                                                               | Lara Gut-Behrami                                                              | Sofia Goggia                                                                  |
| 22/12/2024 | Sankt Moritz            | Super G      | Afgelast wegens harde wind en slecht zicht Ingehaald op 14 maart in La Thuile | Afgelast wegens harde wind en slecht zicht Ingehaald op 14 maart in La Thuile | Afgelast wegens harde wind en slecht zicht Ingehaald op 14 maart in La Thuile |
| 28/12/2024 | Semmering               | Reuzenslalom | Federica Brignone                                                             | Sara Hector                                                                   | Alice Robinson                                                                |
| 29/12/2024 | Semmering               | Slalom       | Zrinka Ljutić                                                                 | Lena Dürr                                                                     | Katharina Liensberger                                                         |
| 04/01/2025 | Kranjska Gora           | Reuzenslalom | Sara Hector                                                                   | Lara Colturi                                                                  | Alice Robinson                                                                |
| 05/01/2025 | Kranjska Gora           | Slalom       | Zrinka Ljutić                                                                 | Wendy Holdener                                                                | Anna Swenn-Larsson                                                            |
| 11/01/2025 | Sankt Anton             | Afdaling     | Federica Brignone                                                             | Malorie Blanc                                                                 | Ester Ledecká                                                                 |
| 12/01/2025 | Sankt Anton             | Super G      | Lauren Macuga                                                                 | Stephanie Venier                                                              | Federica Brignone                                                             |
| 14/01/2025 | Flachau                 | Slalom       | Camille Rast                                                                  | Wendy Holdener                                                                | Sara Hector                                                                   |
| 18/01/2025 | Cortina d'Ampezzo       | Afdaling     | Sofia Goggia                                                                  | Kajsa Vickhoff Lie                                                            | Federica Brignone                                                             |
| 19/01/2025 | Cortina d'Ampezzo       | Super G      | Federica Brignone                                                             | Lara Gut-Behrami                                                              | Corinne Suter                                                                 |
| 21/01/2025 | Kronplatz               | Reuzenslalom | Alice Robinson                                                                | Lara Gut-Behrami                                                              | Paula Moltzan                                                                 |
| 25/01/2025 | Garmisch- Partenkirchen | Afdaling     | Federica Brignone                                                             | Sofia Goggia                                                                  | Corinne Suter                                                                 |
| 26/01/2025 | Garmisch- Partenkirchen | Super G      | Lara Gut-Behrami                                                              | Kajsa Vickhoff Lie                                                            | Federica Brignone                                                             |
| 30/01/2025 | Courchevel              | Slalom       | Zrinka Ljutić                                                                 | Sara Hector                                                                   | Lena Dürr                                                                     |
| 4 tot en met 16 februari 2025: Wereldkampioenschappen alpineskiën 2025 in Saalbach-Hinterglemm (telt niet mee voor wereldbeker) |                         |              |                                                                               |                                                                               |                                                                               |
| 21/02/2025 | Sestriere               | Reuzenslalom | Federica Brignone                                                             | Alice Robinson                                                                | Thea Louise Stjernesund                                                       |
| 22/02/2025 | Sestriere               | Reuzenslalom | Federica Brignone                                                             | Lara Gut-Behrami                                                              | Alice Robinson                                                                |
| 23/02/2025 | Sestriere               | Slalom       | Mikaela Shiffrin                                                              | Zrinka Ljutić                                                                 | Paula Moltzan                                                                 |
| 28/02/2025 | Kvitfjell               | Afdaling     | Cornelia Hütter                                                               | Emma Aicher                                                                   | Breezy Johnson                                                                |
| 01/03/2025 | Kvitfjell               | Afdaling     | Emma Aicher                                                                   | Lauren Macuga                                                                 | Cornelia Hütter                                                               |
| 02/03/2025 | Kvitfjell               | Super G      | Federica Brignone                                                             | Lara Gut-Behrami                                                              | Sofia Goggia                                                                  |
| 08/03/2025 | Åre                     | Reuzenslalom | Federica Brignone                                                             | Alice Robinson                                                                | Lara Colturi                                                                  |
| 09/03/2025 | Åre                     | Slalom       | Katharina Truppe                                                              | Katharina Liensberger                                                         | Mikaela Shiffrin                                                              |
| 14/03/2025 | La Thuile               | Super G      | Federica Brignone                                                             | Sofia Goggia                                                                  | Romane Miradoli                                                               |
| 15/03/2025 | La Thuile               | Super G      | Emma Aicher                                                                   | Sofia Goggia                                                                  | Federica Brignone                                                             |
| 15/03/2025 | La Thuile               | Afdaling     | Afgelast                                                                      | Afgelast                                                                      | Afgelast                                                                      |
| 22/03/2025 | Sun Valley              | Afdaling     | Afgelast                                                                      | Afgelast                                                                      | Afgelast                                                                      |
| 23/03/2025 | Sun Valley              | Super G      | Lara Gut-Behrami                                                              | Lindsey Vonn                                                                  | Federica Brignone                                                             |
| 25/03/2025 | Sun Valley              | Reuzenslalom | Lara Gut-Behrami                                                              | Federica Brignone                                                             | Sara Hector                                                                   |
| 27/03/2025 | Sun Valley              | Slalom       | Mikaela Shiffrin                                                              | Lena Dürr                                                                     | Andreja Slokar                                                                |

### Eindstanden
| Algemeen klassement | Algemeen klassement | Algemeen klassement | Algemeen klassement | Algemeen klassement | Algemeen klassement     | Algemeen klassement | Algemeen klassement | Algemeen klassement | Algemeen klassement | Algemeen klassement | Algemeen klassement |
| #                   | Naam                | Land                | Punten              | #                   | Naam                    | Land                | Punten              | #                   | Naam                | Land                | Punten              |
| ------------------- | ------------------- | ------------------- | ------------------- | ------------------- | ----------------------- | ------------------- | ------------------- | ------------------- | ------------------- | ------------------- | ------------------- |
| 1                   | Federica Brignone   | ITA                 | 1.594               | 11                  | Katharina Liensberger   | AUT                 | 563                 | 21                  | Ester Ledecká       | CZE                 | 374                 |
| 2                   | Lara Gut-Behrami    | SUI                 | 1.272               | 12                  | Paula Moltzan           | USA                 | 549                 | 22                  | Marta Bassino       | ITA                 | 358                 |
| 3                   | Sofia Goggia        | ITA                 | 931                 | 13                  | Lena Dürr               | GER                 | 548                 | 23                  | Anna Swenn-Larsson  | SWE                 | 347                 |
| 4                   | Zrinka Ljutić       | CRO                 | 816                 | 14                  | Kajsa Vickhoff Lie      | NOR                 | 547                 | 24                  | Ariane Rädler       | AUT                 | 339                 |
| 5                   | Sara Hector         | SWE                 | 752                 | 15                  | Emma Aicher             | GER                 | 546                 | 25                  | Elena Curtoni       | ITA                 | 330                 |
| 6                   | Camille Rast        | SUI                 | 736                 | 16                  | Mikaela Shiffrin        | USA                 | 537                 | 26                  | Mélanie Meillard    | SUI                 | 310                 |
| 7                   | Alice Robinson      | NZL                 | 700                 | 17                  | Lauren Macuga           | USA                 | 525                 | 27                  | Stephanie Venier    | AUT                 | 309                 |
| 8                   | Lara Colturi        | ALB                 | 655                 | 18                  | Corinne Suter           | SUI                 | 426                 | 28                  | Mina Fürst Holtmann | NOR                 | 291                 |
| 9                   | Cornelia Hütter     | AUT                 | 619                 | 19                  | Laura Pirovano          | ITA                 | 404                 | 29                  | Lindsey Vonn        | USA                 | 289                 |
| 10                  | Wendy Holdener      | SUI                 | 612                 | 20                  | Thea Louise Stjernesund | NOR                 | 398                 | 30                  | Romane Miradoli     | FRA                 | 277                 |

| Afdaling | Afdaling          | Afdaling    | Afdaling |
| #        | Naam              | Land        | Punten   |
| -------- | ----------------- | ----------- | -------- |
| 1        | Federica Brignone | Italië      | 384      |
| 2        | Cornelia Hütter   | Oostenrijk  | 368      |
| 3        | Sofia Goggia      | Italië      | 350      |
| 4        | Lauren Macuga     | USA         | 230      |
| 5        | Lara Gut-Behrami  | Zwitserland | 229      |
| 6        | Laura Pirovano    | Italië      | 209      |
| 7        | Breezy Johnson    | USA         | 189      |
| 8        | Ester Ledecká     | Tsjechië    | 183      |
| 9        | Emma Aicher       | Duitsland   | 180      |
| 10       | Corinne Suter     | Zwitserland | 178      |

| Super G | Super G            | Super G     | Super G |
| #       | Naam               | Land        | Punten  |
| ------- | ------------------ | ----------- | ------- |
| 1       | Lara Gut-Behrami   | Zwitserland | 665     |
| 2       | Federica Brignone  | Italië      | 630     |
| 3       | Sofia Goggia       | Italië      | 466     |
| 4       | Kajsa Vickhoff Lie | Noorwegen   | 317     |
| 5       | Elena Curtoni      | Italië      | 284     |
| 6       | Lauren Macuga      | USA         | 279     |
| 7       | Cornelia Hütter    | Oostenrijk  | 251     |
| 8       | Corinne Suter      | Zwitserland | 248     |
| 9       | Romane Miradoli    | Frankrijk   | 241     |
| 10      | Ariane Rädler      | Oostenrijk  | 233     |

| Reuzenslalom | Reuzenslalom            | Reuzenslalom  | Reuzenslalom |
| #            | Naam                    | Land          | Punten       |
| ------------ | ----------------------- | ------------- | ------------ |
| 1            | Federica Brignone       | Italië        | 580          |
| 2            | Alice Robinson          | Nieuw-Zeeland | 520          |
| 3            | Sara Hector             | Zweden        | 447          |
| 4            | Thea Louise Stjernesund | Noorwegen     | 381          |
| 5            | Lara Colturi            | Albanië       | 379          |
| 6            | Lara Gut-Behrami        | Zwitserland   | 378          |
| 7            | Paula Moltzan           | USA           | 286          |
| 8            | Zrinka Ljutić           | Kroatië       | 275          |
| 9            | Julia Scheib            | Oostenrijk    | 260          |
| 10           | Camille Rast            | Zwitserland   | 244          |

| Slalom | Slalom                | Slalom      | Slalom |
| #      | Naam                  | Land        | Punten |
| ------ | --------------------- | ----------- | ------ |
| 1      | Zrinka Ljutić         | Kroatië     | 541    |
| 2      | Katharina Liensberger | Oostenrijk  | 509    |
| 3      | Camille Rast          | Zwitserland | 492    |
| 4      | Mikaela Shiffrin      | USA         | 486    |
| 5      | Lena Dürr             | Duitsland   | 473    |
| 6      | Wendy Holdener        | Zwitserland | 469    |
| 7      | Anna Swenn-Larsson    | Zweden      | 347    |
| 8      | Melanie Meillard      | Zwitserland | 310    |
| 9      | Sara Hector           | Zweden      | 305    |
| 10     | Lara Colturi          | Albanië     | 276    |

## Landenwedstrijd
Eindstanden met rang en puntentotaal, zowel van het algemeen klassement als de verschillende onderdelen.

### Mannen eindstand
| Rang   | Land             | Algemeen  | Afdaling | Afdaling | Slalom | Slalom | Reuzenslalom | Reuzenslalom | Super G | Super G |
| ------ | ---------------- | --------- | -------- | -------- | ------ | ------ | ------------ | ------------ | ------- | ------- |
| Goud   | Zwitserland      | 6.695 pnt | Goud     | 2.132    | Zilver | 1.356  | Goud         | 1.555        | Goud    | 1.652   |
| Zilver | Oostenrijk       | 3.967 pnt | Zilver   | 687      | Brons  | 1.221  | Brons        | 828          | Zilver  | 1.231   |
| Brons  | Noorwegen        | 3.735 pnt | 8e       | 172      | Goud   | 1.878  | Zilver       | 1.270        | 6e      | 415     |
| 4      | Frankrijk        | 2.575 pnt | 5e       | 499      | 4e     | 1.179  | 4e           | 457          | 4e      | 440     |
| 5      | Italië           | 2.143 pnt | Brons    | 630      | 9e     | 306    | 5e           | 422          | Brons   | 785     |
| 6      | Verenigde Staten | 1.275 pnt | 7e       | 426      | 11e    | 230    | 10e          | 259          | 7e      | 360     |
| 7      | Canada           | 975 pnt   | 4e       | 533      | 18e    | 10     | 16e          | 11           | 5e      | 421     |
| 8      | Slovenië         | 827 pnt   | 6e       | 428      | -      | -      | 7e           | 277          | 8e      | 122     |
| 9      | Duitsland        | 761 pnt   | 9e       | 112      | 7e     | 314    | 8e           | 268          | 10e     | 67      |
| 10     | Brazilië         | 714 pnt   | -        | -        | 6e     | 373    | 6e           | 341          | -       | -       |

### Vrouwen eindstand
| Rang   | Land             | Algemeen  | Afdaling | Afdaling | Slalom | Slalom | Reuzenslalom | Reuzenslalom | Super G | Super G |
| ------ | ---------------- | --------- | -------- | -------- | ------ | ------ | ------------ | ------------ | ------- | ------- |
| Goud   | Italië           | 4.256 pnt | Goud     | 1.187    | 11e    | 212    | Goud         | 916          | Goud    | 1.941   |
| Zilver | Zwitserland      | 4.128 pnt | Brons    | 684      | Goud   | 1.411  | Brons        | 824          | Zilver  | 1.209   |
| Brons  | Oostenrijk       | 3.492 pnt | Zilver   | 873      | Zilver | 1.039  | 6e           | 533          | Brons   | 1.047   |
| 4      | Verenigde Staten | 2.904 pnt | 4e       | 629      | 4e     | 826    | Zilver       | 856          | 4e      | 593     |
| 5      | Zweden           | 1.554 pnt | -        | -        | Brons  | 934    | 4e           | 620          | -       | -       |
| 6      | Noorwegen        | 1.363 pnt | 6e       | 243      | 12e    | 181    | 5e           | 610          | 6e      | 329     |
| 7      | Duitsland        | 1.346 pnt | 5e       | 271      | 5e     | 646    | 13e          | 101          | 7e      | 328     |
| 8      | Slovenië         | 854 pnt   | 8e       | 134      | 7e     | 402    | 11e          | 246          | 10e     | 72      |
| 9      | Kroatië          | 842 pnt   | -        | -        | 6e     | 567    | 10e          | 275          | -       | -       |
| 10     | Frankrijk        | 772 pnt   | 9e       | 95       | 10e    | 228    | 14e          | 45           | 5e      | 404     |

### Algemene eindstand
| Rang   | Land             | Algemeen   | Afdaling | Afdaling | Slalom | Slalom | Reuzenslalom | Reuzenslalom | Super G | Super G |
| ------ | ---------------- | ---------- | -------- | -------- | ------ | ------ | ------------ | ------------ | ------- | ------- |
| Goud   | Zwitserland      | 10.823 pnt | Goud     | 2.816    | Goud   | 2.767  | Goud         | 2.379        | Goud    | 2.861   |
| Zilver | Oostenrijk       | 7.459 pnt  | Brons    | 1.560    | Zilver | 2.260  | Brons        | 1.361        | Brons   | 2.278   |
| Brons  | Italië           | 6.399 pnt  | Zilver   | 1.817    | 9e     | 518    | 4e           | 1.338        | Zilver  | 2.726   |
| 4      | Noorwegen        | 5.098 pnt  | 8e       | 415      | Brons  | 2.059  | Zilver       | 1.880        | 6e      | 744     |
| 5      | Verenigde Staten | 4.179 pnt  | 4e       | 1.055    | 6e     | 1.056  | 5e           | 1.115        | 4e      | 953     |
| 6      | Frankrijk        | 3.347 pnt  | 5e       | 594      | 4e     | 1.407  | 10e          | 502          | 5e      | 844     |
| 7      | Duitsland        | 2.107 pnt  | 9e       | 383      | 8e     | 960    | 12e          | 369          | 8e      | 395     |
| 8      | Zweden           | 1.884 pnt  | 12e      | 20       | 5e     | 1.175  | 6e           | 644          | 12e     | 45      |
| 9      | Slovenië         | 1.681 pnt  | 6e       | 562      | 10e    | 402    | 8e           | 523          | 10e     | 194     |
| 10     | Canada           | 1.567 pnt  | 7e       | 543      | 14e    | 249    | 14e          | 298          | 7e      | 477     |